# حمزة خير
حمزة رضوان خير (مواليد 28 يونيو 1993) هو لاعب كرة قدم لبناني محترف يلعب كمدافع لنادي الصفاء اللبناني.

## حياة مهنية

### السلام زغرتا
بدأ مسيرته في الدوري اللبناني الممتاز مع نادي السلام زغرتا عام 2014، وأصبح قائد الفريق ولعب 79 مباراة في الدوري خلال ست سنوات.

### تشرتشل براذرز
في 15 نوفمبر 2020، انضم إلى نادي تشرشل براذرز في الدوري الهندي للمحترفين بعقد لمدة عام واحد. ظهر لأول مرة في 10 يناير 2021، في الفوز 5-2 خارج أرضه على السهام الهندية. في 19 يناير، صنع الهدف الوحيد في المباراة، وساعد فريقه على الفوز 1-0 خارج أرضه أمام البنجاب؛ واختير رجل المباراة.
لعب 12 مباراة في الدوري، وساعد فريقه على احتلال المركز الثاني في الدوري؛ رشح كأفضل مدافع لموسم 2020–21.

### العهد
عاد إلى لبنان في 13 يونيو 2021، ووقع لصالح نادي العهد في الدوري اللبناني الممتاز.

#### إعارة لشباب الساحل
في أغسطس 2022، انضم إلى شباب الساحل على سبيل الإعارة لمدة عام واحد من العهد. لعب 20 مباراة في الدوري.

### صفاء
في 25 يوليو 2023، الموعد النهائي لسوق الانتقالات، وقع خير مع الصفاء بعقد مدته ثلاث سنوات.

## الإنجازات
تشرتشل برذرز
- وصيف الدوري: 2020–21.[12]

العهد
- الدوري اللبناني الممتاز: 2021–22
- كأس الاتحاد اللبناني: 2023
- كأس النخبة اللبنانية: 2022؛ المركز الثاني: 2021.

فردي
- أفضل مدافع في الدوري الهندي: 2020–21.[12]

## روابط خارجية
- حمزة خير على موقع أف آي لبنان (FA Lebanon)
- حمزة خير  على سكروي